# اس‌اس گودلای (۱۹۲۸)
اس‌اس گودلای(۱۹۲۸) (به انگلیسی: SS Goodleigh (1928)) یک کشتی بود که طول آن ۳۶۰ فوت ۰ اینچ (۱۰۹٫۷۳ متر) بود. این کشتی در سال ۱۹۲۸ ساخته شد.